# NGC 4458
NGC 4458 (другие обозначения — UGC 7610, MCG 2-32-82, ZWG 70.114, VCC 1146, PGC 41095) — эллиптическая галактика (E) в созвездии Дева.
Этот объект входит в число перечисленных в оригинальной редакции «Нового общего каталога».
Галактика принадлежит к Скоплению Девы, а также составляет часть так называемой цепочки Маркаряна.